# 安加科縣

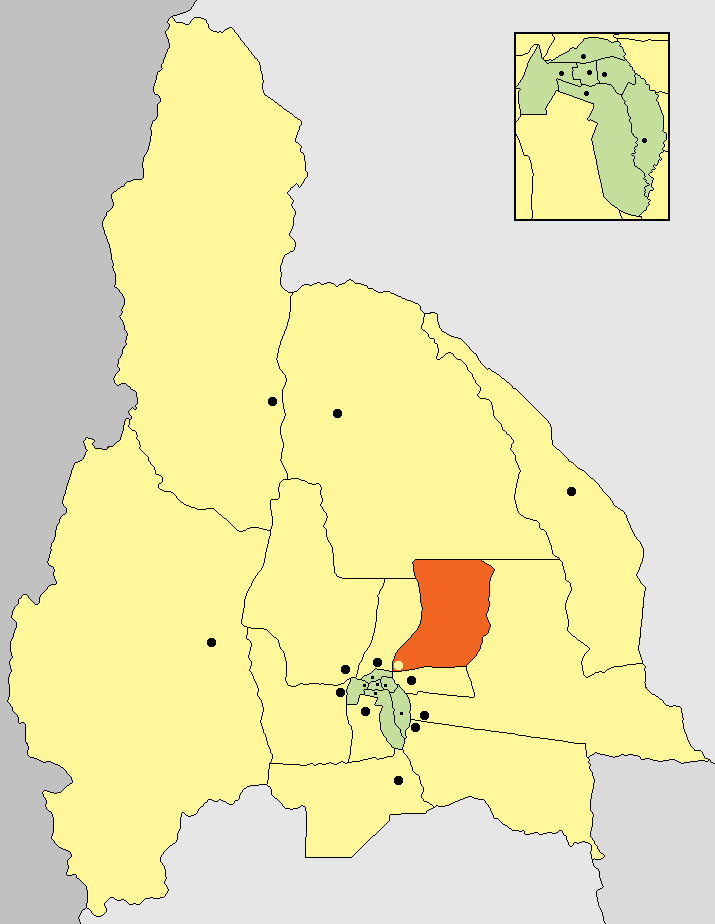

31°24′S 68°22′W / 31.400°S 68.367°W
安加科縣（西班牙語：Departamento Angaco），是阿根廷的縣份，位於該國西部聖胡安省，首府設於薩爾瓦多鎮，始建於1816年3月16日，面積1,865平方公里，2001年人口7,570，人口密度每平方公里4.06人。